# Domènec de Silos
Domènec de Silos o Domingo de Silos (Cañas, La Rioja, 1000 — Monestir de Silos, Burgos, 20 de desembre de 1073) va ser un monjo benedictí castellà, abat del monestir de Santo Domingo de Silos. És venerat com a sant per l'Església catòlica.

## Hagiografia
Nascut a Cañas (modernament La Rioja), en una família de pagesos, va treballar com a pastor abans de fer-se monjo benedictí al monestir de San Millán de la Cogolla. Hi va ser mestre de novicis i prior, fins que va ser-ne expulsat, amb els altres monjos, pel rei Garcia IV Sanxes III de Navarra, que volia apropiar-se de les terres del cenobi.
Sota la protecció de Ferran I de Castella, va refugiar-se al monestir de San Sebastián de Silos. A Silos, va reconstruir el monestir, tant físicament com espiritual, i el convertí en un centre cultural i artístic de primer ordre, amb un bon scriptorium.
Va aconseguir diners dels nobles per al monestir, i per a alliberar cristians presoners dels musulmans. Va morir de causes naturals el 1073.

## Veneració
Les relíquies de Domènec van ser traslladades al monestir de Silos el 5 de gener de 1076. Ja es troben esglésies dedicades a ell en 1085, la qual cosa testimonia una veneració d'aviat. Era especialment invocat per als parts: fins al 1931, el seu bàcul d'abat es feia servir per a beneir les reines espanyoles embarassades i protegir-les durant el part.
Es deia que la mare de Sant Domènec de Guzmán havia pregat davant la tomba de Domènec de Silos, quedant llavors prenyada: per això posà el nom de Domènec al seu fill.
Gonzalo de Berceo va escriure la vida del sant en vers, al poema Vida de Santo Domingo de Silos.

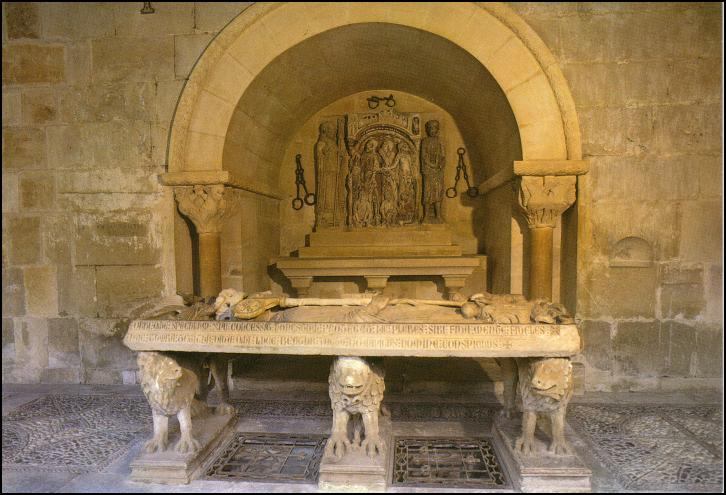
Sepulcre del sant al claustre de Silos
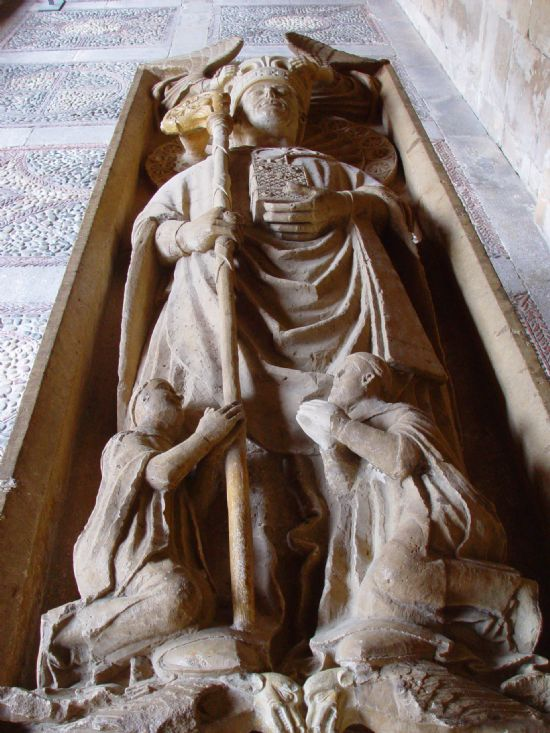
Sepulcre del sant
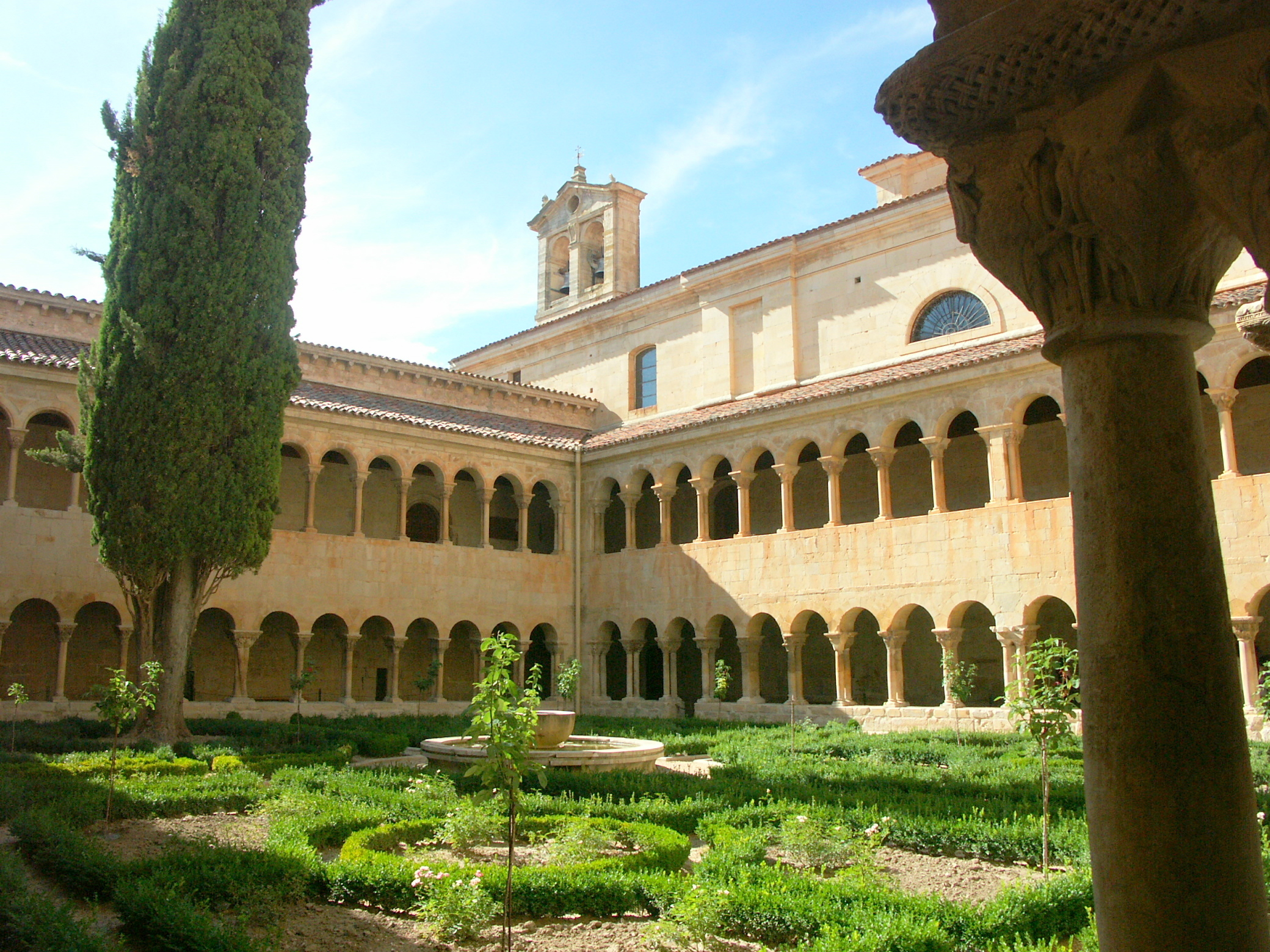
Claustre de Santo Domingo de Silos